# Excidobates captivus
Espèce
Synonymes
- Dendrobates captivus Myers, 1982

Statut de conservation UICN

 VU  : Vulnérable
Statut CITES
Excidobates captivus est une espèce d'amphibiens de la famille des Dendrobatidae.

## Répartition
Cette espèce est endémique de la région d'Amazonas au Pérou. Elle se rencontre de 177 à 213 m d'altitude dans la vallée entre la cordillère du Condor et les cerros de Campanquis.

## Description
Excidobates captivus mesure de 12,5 à 16,8 mm.

## Publication originale
- Myers, 1982 : Spotted poison frogs : descriptions of three new Dendrobates from western Amazonia and resurrection of a lost species from "Chiriqui". American Museum novitates, no 2721, p. 1-23 (texte intégral).